# Bohušice (zámek)
Zámek Bohušice byl zámek v Bohušicích nedaleko Jaroměřic nad Rokytnou, zámek byl značně poničen požárem, následně přestaven na dvůr a stáje pro JZD. Autorem budovy by měl být Tobiáš Gravani.

## Historie
V Bohušicích stával již v 17. století renesanční zámek, který vlastnil, stejně jako celou vesnici, Arnošt Stockhorner. V roce 1621 mu byla vesnice zabavena a zámek nebyl využíván. V roce 1707 se do Bohušic dostal Jakub Prandtauer, který se podílel na vzniku projektu nového zámku pro dceru Jana Adama Questenberka Karolínu Kuefsteinovou. Stavba zámku začala v roce 1736, v téže době se stavěl i zámek v Jaroměřicích nad Rokytnou, v roce 1739 padl od hraběte Questenberka požadavek na rychlou dostavbu zámku. Současně se stavbou zámku probíhala i tvorba krásné francouzské zahrady, vodního kanálu a grotty. Zámek byl dostaven kolem roku 1740. V roce 1781 zámek vyhořel a majitel panství Dominik Ondřej Kounic nechal část shořelého zámku zbourat a další část v režii Pavla Malenovského přestavět na dvůr.
Dvůr pak vyhořel v roce 1813, v roce 1815 pak shořela i blízká usedlost rytíře a zbylé budovy zámku byly v druhé polovině 20. století přestavěny na stáje místního JZD.